# 奉天浪速高等女学校
奉天浪速高等女学校（日语：／），简称浪速高女，是满铁附属地的第一所日本旧制高等女学校。其旧址位于辽宁省沈阳市和平区北五马路41号，其校舍今为沈阳市第二十中学校舍，并以“奉天浪速高等女子学校旧址”之名被列为沈阳市文物保护单位。

## 历史
受1919年奉天中學校開校影响，奉天高等女學校（简称奉天高女）1920年4月以賀茂町公会堂為臨時校舍開校，首任校长为安藤基平:123。1921年，奉天高等女学校正式创办于奉天满铁附属地内。1921年11月，日本文部省承认奉天高女的学生学历。在建校初期，因為满铁尚未在各附属地设立高等女子校，故此附近满铁附属地的学生会使用满铁提供的通学车票，每日乘坐火车上学。在1922年至1925年附屬地增設了高等女學校，這個現象才減少:8。1924年起亦接受中國人學生。
1935年因奉天朝日高等女學校設立，改稱奉天浪速高等女學校。
1937年12月1日起，随着日本在满洲国的治外法权取消，满铁附属地行政权由满铁转交给满洲国政府，满铁所运营的学校改为由日本法人“在满学校组合联合会”（1937年至1941年称“日本学校组合联合会”:5）运营。
1946年，中华民国治下，学校改为私立济民女子学校。中华人民共和国成立后，学校大楼由东北人民政府、辽宁省计划委员会相继占用。1955年，学校大楼为沈阳市第四十中学使用，次年改名为沈阳市第二十中学。2013年，学校旧址被列为沈阳市文物保护单位。

## 建筑
学校建筑由满铁建筑课设计，为砖石结构地上三层。建筑风格具有日本明治、大正时期特征。校舍建於隅田町一番地，1922年6月30日遷入。

## 概况
1920年代后期，满铁奉天图书馆曾在奉天高女设置“妇人图书阅览场”，馆藏以通俗图书为主，可供奉天满铁附属地居民借阅，但未及1930年此妇人图书阅览场即被取消:111。
1935年4月，浪速高女有14个班级，学生758名，教职员27名。
至少在1940年前后，浪速高女有朝鲜人和满洲国人就读，学校有宿舍。:352,353

### 体育

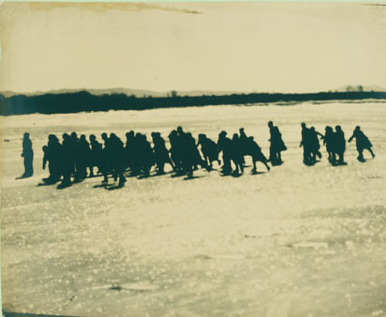
在鸭绿江上滑冰的浪速高女学生

由于自然环境和俄国人的影响，满洲地区的日本人之中冰上运动也较为流行。奉天高女培养了数名优秀的女子滑冰运动员，在1940年代北海道滑冰兴盛之前，奉天高女代表了日本女子滑冰的最高水平:238-240。
1929年5月22日，奉天高等女学校的日本学生和奉天女子师范学校的中国学生进行了女子棒球比赛，4年级和5年级的两场比赛，奉天高等女学校都获得了大比分胜利。这可能是日中两国历史上第一次女子棒球比赛。:165

## 延伸阅读
- 山本禮子. . 和洋女子大学紀要 文系編 (和洋女子大学). 1991-03-31, 31  [2022-04-20]. （原始内容存档于2022-04-20） （日语）.